# 第6屆坎城影展
第6屆坎城影展於1953年4月15日至4月29日在法國坎城節慶宮舉行。 本屆影展金棕櫚獎由亨利-喬治·克魯佐執導的《恐懼的代價》獲得。 開幕片由讓·德雷維爾執導的《無盡的地平線》。
在開幕典禮上，華特·迪士尼被宣傳部長雨果先生（Monsieur Hugues）授予“榮譽軍團獎”（Legion of Honour）。

## 主競賽評審
以下人士被選為長片和短片的評審：
長片
- 尚·考克多：詩人，作家（評審團主席）
- 路易斯·肖韋（英语：Louis Chauvet）：作家
- 蒂蒂娜·德·菲利波（英语：Titina De Filippo）：演員
- 居伊·德松（法语：Guy Desson）：政治家
- 菲利普·厄爾蘭格（法语：Philippe Erlanger）：作家
- 瑞奈·福爾（英语：Renée Faure）：演員
- 吉恩-皮埃爾·弗羅格雷（Jacques-Pierre Frogerais）：製片人
- 阿貝爾·岡斯：導演
- 安德烈·蘭（法语：André Lang）：作家
- 喬治·拉吉斯（Georges Raguis）：工會成員
- 爱德华·罗宾逊：演員
- 查爾斯·斯巴克（英语：Charles Spaak）：編劇
- 喬治·范·派瑞斯（英语：Georges Van Parys）：作曲家

短片
- 伯特·漢斯特拉（英语：Bert Haanstra）：導演
- 羅傑·倫哈特（英语：Roger Leenhardt）：作家
- 勒內·呂科（法语：René Lucot）：導演，編劇
- 讓·奎瓦爾（英语：Jean Queval）：作家，記者
- 雅克·西爾茨（Jacques Schiltz）：導演
- 讓·維維耶（Jean Vivie）：CST成員

## 正式競賽長片
以下電影參與角逐金棕櫚獎：
| 中文片名                   | 原文片名                        | 導演                                          | 製作國        |
| -------------------------- | ------------------------------- | --------------------------------------------- | ------------- |
| 《2000年4月1日》           | 1. April 2000                   | 沃夫岡・利貝奈納                              | 奥地利        |
| 《流浪者》                 | आवारा                             | 拉吉·卡浦爾                                   | 印度          |
| 《巴西強盜》               | O Cangaceiro                    | 利馬·巴雷托                                   | 巴西          |
| 《大盜巴拉巴》             | Barabbas                        | 阿爾夫·斯約伯格                               | 瑞典          |
| 《聖經》                   | Bongolo                         | 安德烈·考文                                   | 比利时        |
| 《風流貴婦》               | Call Me Madam                   | 沃爾特·朗                                     | 美国          |
| 《原爆之子》               | 原爆の子                        | 新藤兼人                                      | 日本          |
| 《蘭閨春怨》               | Come Back, Little Sheba         | 丹尼爾·楚格曼                                 | 美国          |
| 《大佛開眼》               | 大仏開眼                        | 衣笠貞之助                                    | 日本          |
| 《多娜·弗朗西斯奎塔》      | Doña Francisquita               | 拉迪拉·維赫達                                 | 西班牙        |
| 《他》                     | Él                              | 路易斯·布紐爾                                 | 墨西哥        |
| 《緊急病房》               | Sala de guardia                 | 圖里奧·德米切利                               | 阿根廷        |
| 《無盡的地平線》           | Horizons sans fin               | 讓·德雷維爾                                   | 法國          |
| 《頓德和佛朗明哥舞的神秘》 | Duende y misterio del flamenco  | 愛德嘉·內維爾                                 | 西班牙        |
| 《為我的不節制的青春著想》 | För min heta ungdoms skull      | 阿恩·馬特森                                   | 瑞典          |
| 《現代人》                 | 現代人                          | 澀谷實                                        | 日本          |
| 《綠魔》                   | Magia verde                     | 吉安·加斯帕雷·納波利塔諾                      | 義大利        |
| 《問題的核心》             | The Heart of the Matter         | 喬治·莫爾·奧法拉爾                            | 英国          |
| 《懺情記》                 | I Confess                       | 亞佛烈德·希區考克                             | 美国          |
| 《親密關係》               | Intimate Relations              | 查爾斯·法蘭克（Charles Frank）                | 英国          |
| 《荒野上的光》             | Luz en el páramo                | 維克多·烏魯丘亞                               | 委內瑞拉      |
| 《莉莉》                   | Lili                            | 查爾斯·沃爾特斯                               | 美国          |
| 《于洛先生的假期》         | Les Vacances de Monsieur Hulot  | 賈克·大地                                     | 法國          |
| 《背信棄義》               | Nevjera                         | 弗拉基米爾·波加契奇                           | 南斯拉夫      |
| 《小飛俠》                 | Peter Pan                       | 漢密爾頓·呂斯克 克萊·傑羅尼米 威爾斐德·傑克遜 | 美国          |
| 《羅莎娜》                 | Rossana                         | 艾米利奧・費南德茲                            | 墨西哥        |
| 《大地春光》               | The Sun Shines Bright           | 約翰·福特                                     | 美国          |
| 《終點站》                 | Stazione Termini                | 維多里奧·狄西嘉                               | 義大利        |
| 《完美三人組的婚禮》       | Las Tres perfectas casadas      | 羅伯托・蓋伯頓                                | 墨西哥        |
| 《克列孟梭的熱情生活》     | La vie passionnée de Clémenceau | 吉爾伯特·普魯托                               | 法國          |
| 《村莊》                   | Unser Dorf                      | 利奧波德·林特貝格                             | 瑞士          |
| 《恐懼的代價》             | Le Salaire de la peur           | 亨利-喬治·克魯佐                              | 法國、 義大利 |
| 《任性的妻子》             | La provinciale                  | 馬里奧·索達蒂                                 | 義大利        |
| 《馬歇爾歡迎你!》          | ¡Bienvenido, Mister Marshall!   | 路易斯·加西亚·贝尔兰加                        | 西班牙        |
| 《白色馴鹿》               | Valkoinen peura                 | 埃里克·布隆貝格                               | 芬兰          |

## 正式競賽短片
以下短片參與角逐短片金棕櫚獎：
| 中文片名                 | 原文片名                                           | 導演                                              | 製作國   |
| ------------------------ | -------------------------------------------------- | ------------------------------------------------- | -------- |
| 《...而現在，米格爾》    | ...And Now Miguel                                  | 約瑟夫·克倫戈爾德                                 | 美国     |
| 《法治戰士，卡斯提亞》   | Castilla, soldado de la ley                        | 恩里科·格拉斯                                     | 秘魯     |
| 《德赫爾塔恩》           | Döderhultarn                                       | 奧爾·海爾波姆                                     | 瑞典     |
| 《多比當蘇》             | Doh pyi daung su                                   | 朱爾斯·布赫（Jules Bucher）                       | 緬甸     |
| 《杜布羅夫尼克》         | Dubrovnik                                          | 米蘭·卡提奇（Milan Katic）                        | 南斯拉夫 |
| 《唧唧喳喳，小鳥》       | Gazouly, petit oiseau                              | 拉迪斯拉斯·史塔列維奇 L·斯塔維茨（L. Starewitcz） | 法國     |
| 《穩住！》               | Houen zo!                                          | 赫爾曼·范·德·霍斯特                               | 荷蘭     |
| 《水晶》                 | I cristalli                                        | 蘭多·科倫坡（Lando Colombo）                      | 義大利   |
| 《多采多姿的照片》       | Immagini e colore                                  | 維托里奧·薩拉                                     | 義大利   |
| 《生活的喜悅》           | Joy of Living                                      | 让·奥塞                                           | 美国     |
| 《鲸》                   | 鲸                                                 | 大藤信郎                                          | 日本     |
| 《庫馬盎專區》           | Kumaon Hills                                       | 莫漢·戴亞拉姆·巴夫納尼（Mohan Dayaram Bhavnani）  | 印度     |
| 《性別之山》             | La montagna di genere                              | 喬瓦尼·保盧奇                                     | 義大利   |
| 《墨西哥壁畫》           | La pintura mural Mexicana                          | 弗朗西斯科·德爾·比利亞爾                          | 墨西哥   |
| 《長日之地》             | Land Of The Long Day                               | 道格拉斯·威爾金森（Douglas Wilkinson）            | 加拿大   |
| 《盧森堡及其工業》       | Le Luxembourg et son industrie                     | 菲利普施耐德（Philippe Schneider）                | 盧森堡   |
| 《阿卜杜拉的旅程》       | Le voyage d'Abdallah                               | 喬治·雷尼耶                                       | 突尼西亞 |
| 《馬丘比丘》             | Machu-Picchu                                       | 恩里科·格拉斯                                     | 秘魯     |
| 《香椿木偶》             | Marionnettes de Toon                               | 讓·克林格                                         | 比利时   |
| 《現在的主人》           | Meister der Gegenwart                              | 卡爾·馮·齊格邁耶（Karl von Zieglmayer）           | 奥地利   |
| 《桃山》                 | 桃山                                               | 水木宗也                                          | 日本     |
| 《納斯卡拉》             | Naskara                                            | 胡安·米格爾·德·莫拉·瓦奎里佐                      |          |
| 《新故鄉》               | New Lands for Old                                  | 克里希納·戈帕爾（Krishna Gopal）                  | 印度     |
| 《潟湖漁民》             | Pescatori di laguna                                | 安東尼奧·佩特魯奇                                 | 義大利   |
| 《老彼得·布勒哲爾》      | Peter Breughel L'Ancien                            | 阿卡迪（Arcady）                                  | 比利时   |
| 《沙爾特主教堂的介紹》   | Présentation de la beauce à Notre Dame de Chartres | 雅克·貝爾蒂埃（Jacques Berthier）                 | 法國     |
| 《高壓電塔138》          | Pylone 138                                         | 阿道夫·福特（Adolphe Forter）                     | 瑞士     |
| 《石器時代人的遺骸》     | Remmants of a Stone-Age people                     | 路易斯·諾貝爾（Louis Knobel）                     | 南非     |
| 《麗芙隆》               | Reverón                                            | 瑪格·貝納塞拉夫                                   | 委內瑞拉 |
| 《皇家古宅》             | Royal Heritage                                     | 黛安娜·皮恩（Diana Pine）                         | 英国     |
| 《哈囉卡薩》             | Salut Casa!                                        | 让·维达尔                                         | 摩洛哥   |
| 《我們星辰的影子》       | Schatten Uner Sternen                              | 歐內斯特·賓根（Ernest Bingen）                    | 西德     |
| 《這就是薩爾》           | So ist das Saarland                                | 歐內斯特·賓根                                     | 西德     |
| 《傀儡》                 | The Figurehead                                     | 約翰·哈拉斯                                       | 英国     |
| 《偉大的實驗》           | The Great Experiment                               | V·R·薩爾馬（V.R. Sarma）                          | 印度     |
| 《加拿大交通羅曼史》     | The Romance of Transportation in Canada            | 科林·洛                                           | 加拿大   |
| 《工人物語》             | The Settler                                        | 伯納德·德夫林                                     | 加拿大   |
| 《沒有留下名片的陌生人》 | The Stranger Left No Card                          | 溫蒂·托伊                                         | 英国     |
| 《項目》                 | Varen                                              | 戈斯塔·維爾納                                     | 瑞典     |
| 《戰勝安納普爾納》       | Victoire sur L'Annapurna                           | 馬塞爾·伊沙克                                     | 法國     |
| 《文森·梵谷》            | Vincent Van Gogh                                   | 揚·許爾斯克                                       | 法國     |
| 《水鳥》                 | Water Birds                                        | 班·夏普斯汀                                       | 美国     |
| 《白鬃野馬》             | Crin Blanc, Cheval Sauvage                         | 艾爾伯特·拉摩里斯                                 | 法國     |

## 獎項
以下電影和演員獲得了1953年的獎項：

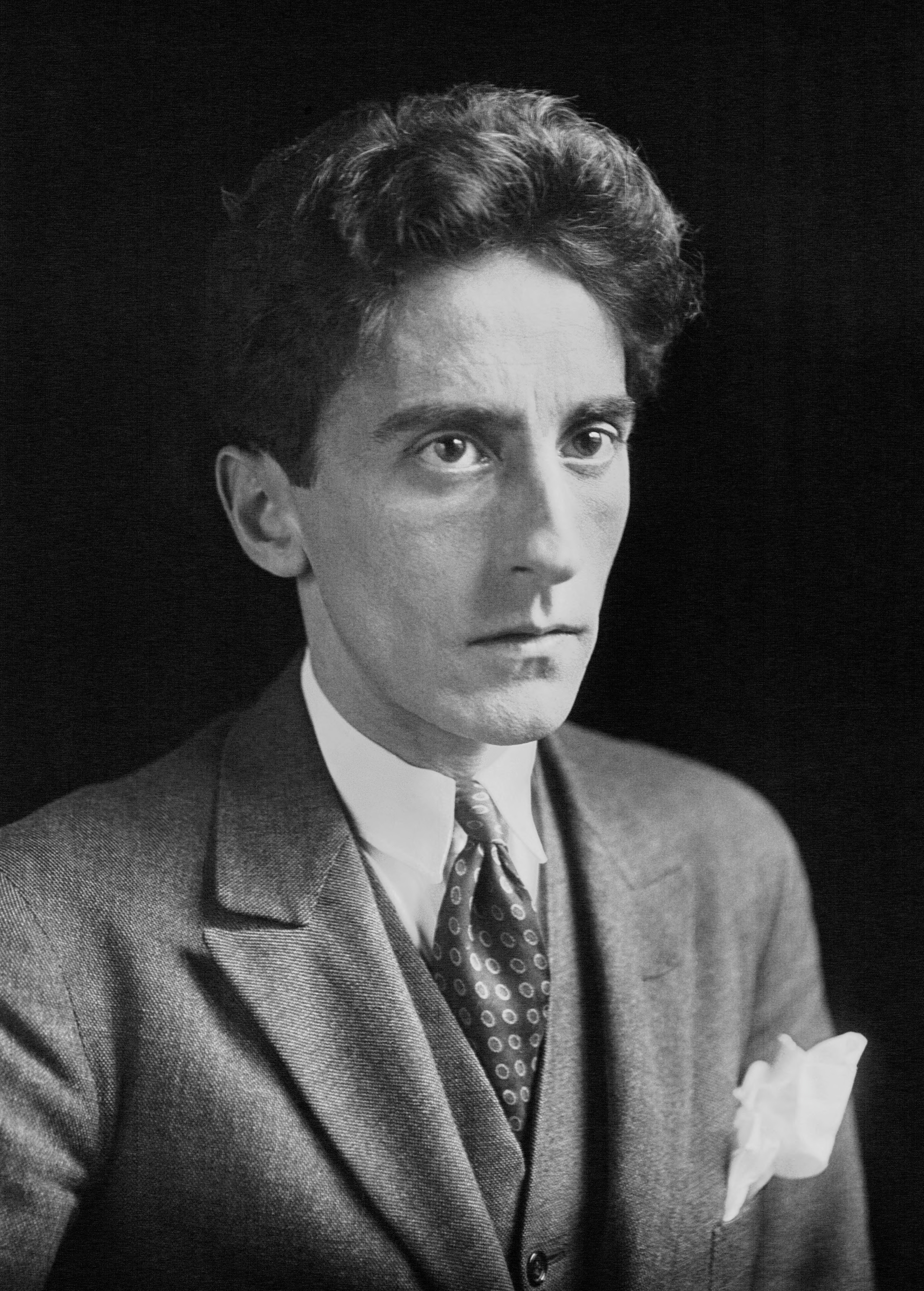
評審團主席，尚·考克多

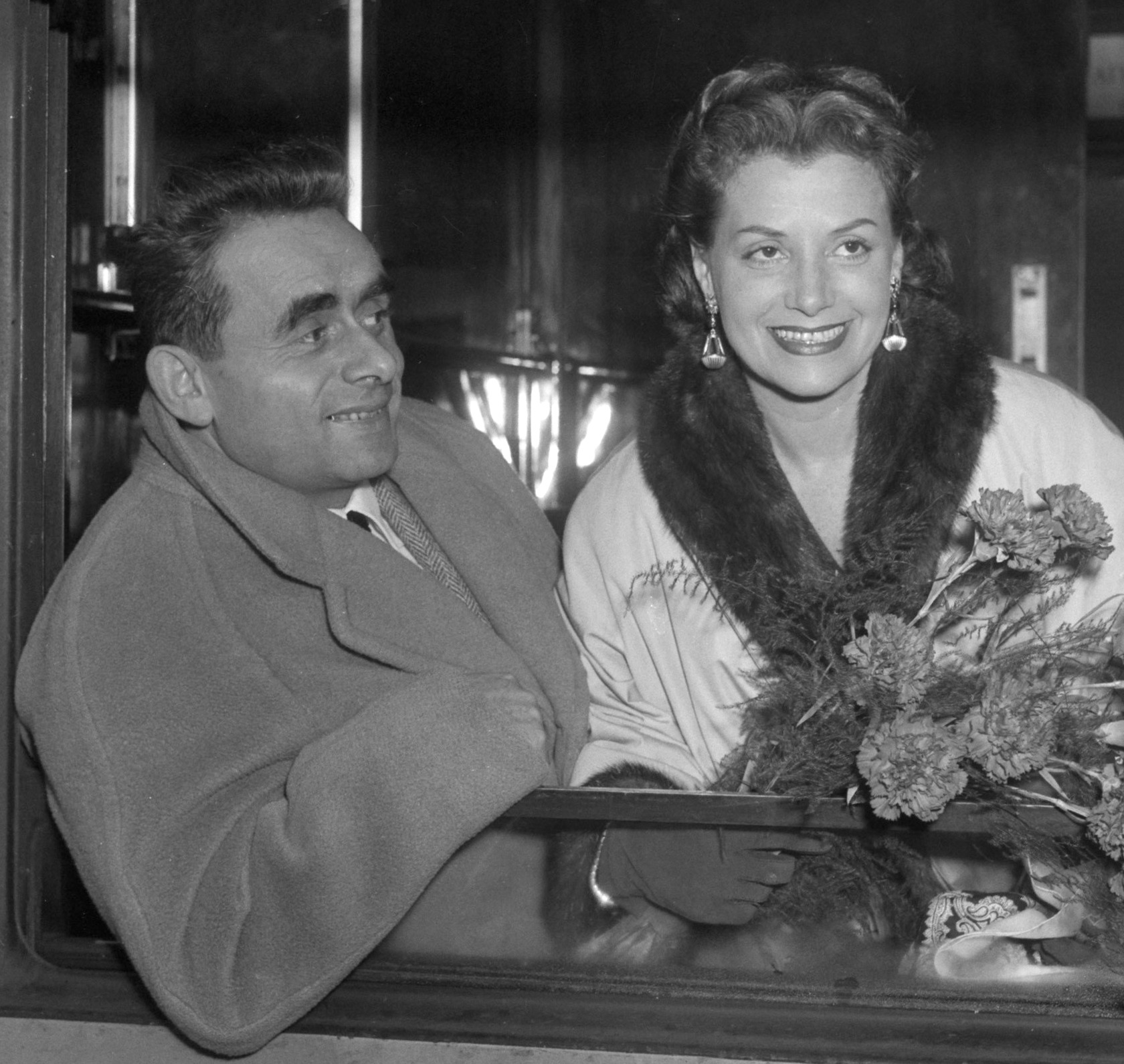
金棕櫚獎獲獎者，亨利-喬治·克魯佐（左方）

- 金棕櫚獎：《恐懼的代價》－亨利-喬治·克魯佐
- 國際獎項:
  - 視覺敘事獎：《羅莎娜（英语：Rossana (film)）》－艾米利奧・費南德茲（英语：Emilio Fernández）
  - 探索片獎：《綠魔》－吉安·加斯帕雷·納波利塔諾（英语：Gian Gaspare Napolitano）
  - 童話電影獎：《白色馴鹿（英语：The White Reindeer）》－埃里克·布隆貝格（英语：Erik Blomberg）
  - 娛樂電影獎：《莉莉（英语：Lili）》－查爾斯·沃爾特斯（英语：Charles Walters）
  - 幽默獎：《馬歇爾歡迎你!（英语：Welcome Mr. Marshall!）》－路易斯·加西亚·贝尔兰加
  - 冒險片獎：《巴西強盜（英语：O Cangaceiro）》－利馬·巴雷托
  - 劇情片獎：《蘭閨春怨（英语：Come Back, Little Sheba (1952 film)）》－丹尼爾·楚格曼（英语：Daniel Chugerman）
- 評審團特別獎，以表彰他對影展聲望的貢獻：華特·迪士尼
- 尊敬獎：《頓德和佛朗明哥舞的神秘（西班牙语：Duende y misterio del flamenco）》－愛德嘉·內維爾（西班牙语：Edgar Neville）

短片
- 短片金棕櫚獎：《白鬃野馬（英语：White Mane）》－艾爾伯特·拉摩里斯（英语：Albert Lamorisse）
- 最佳虛構電影：《沒有留下名片的陌生人（英语：The Stranger Left No Card）》－溫蒂·托伊（英语：Wendy Toye）
- 最佳紀錄短片：《穩住！（英语：Houen zo!）》－赫爾曼·范·德·霍斯特（荷兰语：Herman van der Horst）
- 最佳美術電影：《德赫爾塔恩》－奧爾·海爾波姆（英语：Olle Hellbom）
- 最佳動畫獎：《加拿大交通羅曼史（英语：The Romance of Transportation in Canada）》－科林·洛（英语：Colin Low (filmmaker)）

### 獨立競賽獎項
費比西獎
- 《于洛先生的假期（英语：Les Vacances de Monsieur Hulot）》－賈克·大地

OCIC獎
- 《無盡的地平線（英语：Endless Horizons）》－讓·德雷維爾（英语：Jean Dréville）

## 其他媒體
- Institut National de l'Audiovisuel: Opening of the 1953 festival （页面存档备份，存于） (commentary in French)

## 外部連結
- 1953 Cannes Film Festival (web.archive)
- Official website Retrospective 1953 的存檔，存档日期2019-08-29.
- Cannes Film Festival Awards for 1953 （页面存档备份，存于） at Internet Movie Database